# Janiańce (rejon ignaliński)
Janiańce (lit. Janionys) – wieś na Litwie, w okręgu uciańskim, w rejonie ignalińskim, w gminie Daugieliszki Nowe.

## Historia
W czasach zaborów wieś i zaścianek w gminie Daugieliszki, w powiecie święciańskim, w guberni wileńskiej Imperium Rosyjskiego. W 1905 roku wieś liczyła 175 mieszkańców, 223 dziesięciny; zaścianek liczył 4 mieszkańców, 15 dziesięcin, własność Światopełk-Mirskiego.
W dwudziestoleciu międzywojennym futor leżał w Polsce, w województwie wileńskim, w powiecie święciańskim, w gminie Daugieliszki.
W 1931 w 29 domach zamieszkiwało 150 osób.
Miejscowość należała do parafii rzymskokatolickiej w Mielegjanach i prawosławnej w Michałowie. Podlegała pod Sąd Grodzki w Święcianach i Okręgowy w Wilnie; właściwy urząd pocztowy mieścił się w Mielegjanach.